# Peceniuhî, Novhorod-Siverskîi
Peceniuhî (în ucraineană Печенюги) este localitatea de reședință a comunei Peceniuhî din raionul Novhorod-Siverskîi, regiunea Cernihiv, Ucraina.

## Demografie
Componența lingvistică a localității Peceniuhî
     Rusă (70,32%)
     Ucraineană (29,68%)
Conform recensământului din 2001, majoritatea populației localității Peceniuhî era vorbitoare de rusă (70,32%), existând în minoritate și vorbitori de ucraineană (29,68%).